# Ernst Fastbom

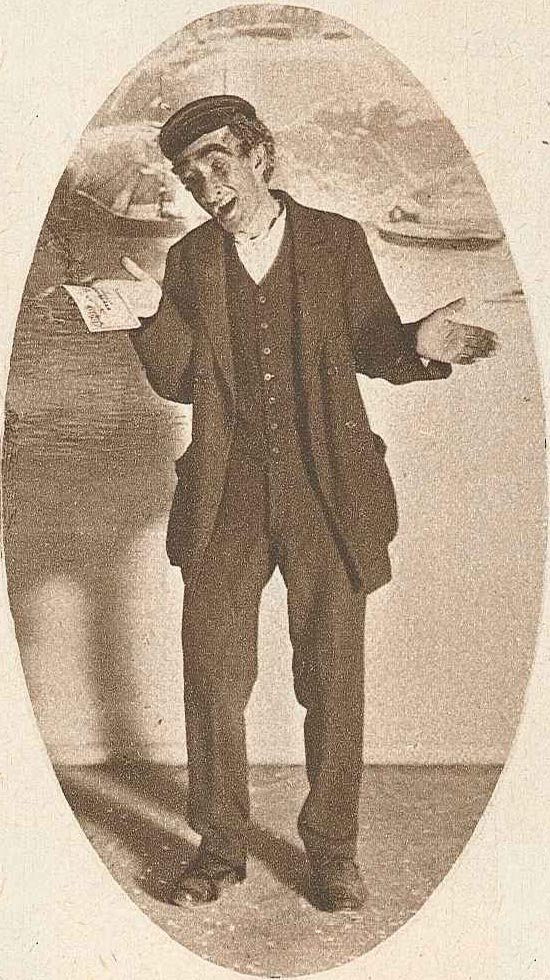
Ernst Fastbom en la revista de Emil Norlander Stockholmsjobb, en el Södra teatern en 1916

Ernst Fastbom (1 de enero de 1871-6 de octubre de 1940) fue un actor, cantante y dramaturgo de nacionalidad sueca.

## Biografía
Nacido en Estocolmo, Suecia, su nombre completo era Ernst Fredrik Fastbom. Fastbom trabajó para el Teatro Folkan en los años 1892-1904, 1906-1910 y 1926-1927, y entre 1910 y 1926 estuvo comprometido con el Södra Teatern, donde fue también director y dramaturgo. Entre sus comedias más populares figuran Jag gifta mig - aldrig!, Halta Lena och vindögda Per y Lots i bränningar.
Ernst Fastbom falleció en Estocolmo, Suecia, en 1940. Fue enterrado en el cementerio Norra begravningsplatsen de Estocolmo. Era padre de la actriz Harriette Fastbom.

## Teatro

### Actor
- 1905 : Stockholmsluft, de Emil Norlander, Södra Teatern[5]
- 1905 : En kvinnostrid, de Ernst Fastbom, Södra Teatern[6]
- 1906 : Kalle Munter eller Hafver ni sett till någon misstänkt figur, de Emil Norlander, Södra Teatern[7]
- 1910 : Skeppargatan 40, de Algot Sandberg, Folkan[8]
- 1916 : Krigsäran, de Maurice Hennequin, escenografía de Knut Nyblom, Vasateatern[9]
- 1916 : Lilla tuttenuttan, de Anthony L. Ellis, escenografía de Knut Nyblom, Vasateatern[10]
- 1917 : Nybroplan 2, de Oscar Engel y A.F.V Körber, escenografía de Axel Hultman, Södra Teatern[11]
- 1918 : Tokstollar, de Emil Norlander, Södra Teatern[12]
- 1918 : Damen från bion, de Nicolas Nancey y Jean Rieux, escenografía de Knut Nyblom, Vasateatern[13]
- 1918 : Jag gifta mig - aldrig!, de Ernst Fastbom, escenografía de Ernst Fastbom, Vasateatern[14]
- 1919 : Vi spekulera alla, de Jens Locher, escenografía de Nils Johannisson, Vasateatern[15]
- 1919 : Hertiginnans halsband, de Wolfgang Polaczek y Hugo Schönbrunn, escenografía de Knut Nyblom, Vasateatern[16]
- 1926 : Dagens hjälte, de Carlo Keil-Möller, escenografía de Rune Carlsten, Södra Teatern[17][18]
- 1926 : Kopparbröllop, de Svend Rindom, escenografía de Oskar Textorius, Södra Teatern[19]
- 1926 : Mussolini, de Jens Locher, escenografía de Sigurd Wallén, Folkan[20]
- 1927 : Skräddar Wibbel, de Hans Müller-Schlösser, escenografía de Sigurd Wallén, Folkan[21]
- 1927 : Som i ungdomens vår, de Walter Kollo y Willy Bredschneider, escenografía de Arvid Petersén, Södra Teatern[22]
- 1927 : När oskulden sover, de Johann Strauss, Oskar Friedman y Fritz Lunzer, escenografía de Thure Alfe, Södra Teatern[23]
- 1927 : Sagan om det fula trollets hjärta, de Ludde Sunnerstedt, escenografía de Arvid Petersén, Södra Teatern[24]
- 1928 : Yon Yonson, de Algot Sandberg, escenografía de Ernst Fastbom, Folkets hus teater[25]
- 1930 : Pengar på gatan, de Rudolf Bernauer y Rudolf Oesterreicher, escenografía de Harry Roeck-Hansen, Blancheteatern[26]

### Director
- 1917 : En piga bland pigor, de Ernst Fastbom, Vasateatern[27]
- 1918 : Jag gifta mig - aldrig!, de Ernst Fastbom, Vasateatern
- 1928 : Yon Yonson, de Algot Sandberg, Folkets hus teater

### Autor
- 1905 : En kvinnostrid
- 1906 : En kärlekssaga[28]
- 1918 : Jag gifta mig - aldrig!

## Filmografía (selección)

### Actor
- 1924 : Halta Lena och vindögda Per
- 1925 : Skeppargatan 40
- 1930 : För hennes skull
- 1933 : Halta Lena och vindögde Per
- 1933 : Hemliga Svensson
- 1936 : Äventyret

### Guionista
- 1924 : Halta Lena och vindögda Per